# Luca Toni
Luca Toni (sinh 26 tháng 5 năm 1977 ở Pavullo nel Frignano, Modena) là một cựu cầu thủ bóng đá người Ý, thi đấu ở vị trí tiền đạo, từng vô địch World Cup. Hiện tại, anh đã giải nghệ.
Trong suốt sự nghiệp của mình, Toni đã từng thi đấu cho 17 câu lạc bộ khác nhau, trong đó đáng chú ý có Palermo, Fiorentina, Bayern München, Roma, Juventus, Al Nasr và Verona. Anh cũng từng đoạt danh hiệu Vua phá lưới tại Serie A và Bundesliga cũng như Chiếc giày vàng châu Âu trong mùa giải 2005-06.

## Sự nghiệp câu lạc bộ

### Giai đoạn đầu
Toni bắt đầu sự nghiệp ở Modena. Sau đó là một quãng thời gian anh chơi ở Serie B và Serie C cho các CLB như Empoli, Fiorenzuola và Lodigiani. Sau một mùa giải chơi ở Serie B cùng Treviso năm 1999, anh chuyển tới Vicenza Calcio, chơi ở Serie A lần đầu tiên. Sau đó anh chuyển tới Brescia Calcio, chơi 2 mùa cùng Roberto Baggio.

### Palermo
Vào năm 2003 anh đồng ý chuyển tới Palermo. Anh trở thành một trong những nhân tố chủ chốt giúp CLB trở lại Serie A sau hơn 30 năm, với việc ghi 30 bàn trong mùa giải. Do đó anh có trận đấu đầu tiên cho đội tuyển bóng đá quốc gia Ý trong trận giao hữu thua Iceland 2-0 vào 18 tháng 4 năm 2004 ở Reykjavík, đây cũng đánh dấu trận đầu tiên của Marcello Lippi năm quyền.
Trong mùa tiếp đó, Luca Toni ghi 20 bàn trong mùa giải đầu tiên của Palermo ở Serie A, giúp cho đội bóng lần đầu tiên đá ở UEFA Cup.

### Fiorentina

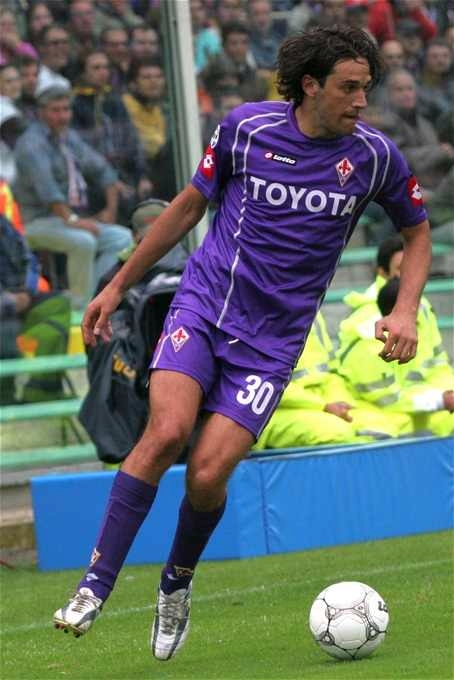
Toni chơi cho Fiorentina

Vào năm 2005, Toni đã được chủ của Palermo, Maurizio Zamparini, bán cho Fiorentina với mức giá 10 triệu Euro với sự ra đi đầy tranh cãi và đã gây ra sự mâu thuẫn giữa cầu thủ và cổ động viên đội bóng.
Anh giúp Fiorentina được đá vòng sơ loại Champions League sau khi về đích ở vị trí thứ 4 mặc dù vị trí này về sau đã bị hủy bỏ (bị trử 15 điểm cho mùa 2006/2007) do CLB dính líu đến vụ scandal dàn xếp tỉ số.
Vào 27 tháng 5 năm 2006, Toni ghi 31 bàn và giành danh hiệu vua phá lưới giải Serie A. Toni cũng trở thành cầu thủ đầu tiên ghi quá 30 bàn từ mùa giải 58/59. Mặc dù chỉ về đích ở vị trí thứ 3 sau Klaas-Jan Huntelaar và Kris Boyd nhưng Toni vẫn giành Chiếc giày vàng châu Âu.
Toni cho biết anh sẽ ở lại CLB thêm một mùa giải dù CLB dính phải vụ scandal. Anh ghi 16 bàn, giúp đội bóng được dự UEFA. Dù sao, mùa giải này anh cũng không thi đấu nhiều do dính phải chấn thương.

### Bayern München
Vào 30 tháng 5 năm 2007, chủ tịch Bayern Munich Karl-Heinz Rummenigge xác nhân rằng Toni đã đến CLB với một bản hợp đồng 4 năm sau khi đồng ý mức phí 11 triệu euro với Fiorentina. Vào ngày 7 tháng 6 Luca Toni đã ra mắt đội bóng cùng tân binh Frank Ribery. Toni đã được đeo áo số 9.
Toni ghi 4 bàn vào 19 tháng 12 ở sân nhà trong trận thắng Aris Thessaloniki giúp Bayern giành ngôi nhất bảng. Vào ngày 17 tháng 1 năm 2008, anh ghi cú hattrick đầu tiên ở Bundesliga (một cú hattrick hoàn hảo, bằng cả hai chân và đầu) khi tiếp Hannover 96. Bayern thắng 3-0.
Trong trận tứ kết lượt về ở UEFA, Toni ghi 2 bàn thắng tuyệt vời vào phút 115 và 120 ở hiệp phụ, trong trận đấu kết thúc với tỉ số 3-3 khi tiếp Getafe FC và Bayern đi tiếp nhờ luật bàn thắng sân khách. Mặc dù sau đó, Bayern Munich đã để thua Zenit Saint Petersburg ở bán kết. Ở cúp UEFA 07-08, anh cùng Pavel Pogrebnyak của Zenit chia nhau ngôi vị vua phá lưới với cùng 10 bàn.
Anh ghi 2 bàn ở chung kết cúp quốc gia Đức tiếp Borussia Dortmund trong trận thắng 2-1, pha ghi bàn thứ hai của ở hiệp phụ giúp Bayern Munich giành cúp. Toni kết thúc mùa giải với danh hiệu vua phá lưới Bundesliga với 24 bàn. Tổng cộng, Toni kết thúc mùa giải với 39 bàn thắng và 12 đường chuyền thành bàn qua 46 trận.
Trong mùa giải 2008-2009, Toni vẫn giữ được vai trò của mình ở Bayern. Anh đã ra sân 13 trận ở Bundesliga đến tháng 1, ghi 9 bàn, không đủ để giúp đội bóng giành chức vô địch mùa đông dù anh có ghi bàn vào lưới chính TSG Hoffenheim, đội bóng đã giành được danh hiệu này.
Toni dính phải một chấn thương ở gân sau của gót chân và phải nghỉ thi đấu trong gần hết giai đoạn còn lại của mùa bóng 2008-09, nhưng vẫn trở thành cầu thủ ghi nhiều bàn thắng nhất cho Bayern tại Bundesliga với 14 bàn trong 25 trận.

### AS Roma
Sau nhiều tuần đàm phán, câu lạc bộ đang thi đấu ở Serie A AS Roma đã có được Toni từ Bayern theo một bản hợp đồng cho mượn có thời hạn đến ngày 30 tháng 6 năm 2010. Vài ngày sau, anh đã có buổi ra mắt các cổ động viên AS Roma với lời phát biểu:"Tôi sẽ nỗ lực hết mình trong màu áo AS Roma để giành 1 suất dự World Cup."
Toni có trận đầu tiên cho câu lạc bộ mới vào ngày 6 tháng 1 năm 2010 trong trận gặp Cagliari. Ngày 17 tháng 1, anh có được hai bàn thắng đầu tiên cho Roma khi lần lượt mở tỉ số và nâng tỉ số lên 2-0 trong thắng lợi 3-0 trước Genoa. Cả hai bàn thắng của Toni đều đến từ những đường chuyền của Mirko Vučinić. Tuy nhiên, một tuần sau đó, trong trận thắng 2-1 trước Juventuc, anh bị dính chấn thương bắp chân và phải được thay ra giữa chừng bằng Francesco Totti. Theo dự đoán thì anh phải nghỉ thi đấu khoảng 1 tháng.
Luca Toni đánh dấu sự trở lại bằng bàn thắng vào lưới Livorno ngày 15 tháng 3. Ngày 28 tháng 3, bằng một pha dứt điểm tinh tế, anh đã ấn định chiến thắng 2-1 trước Inter Milan, qua đó giúp Roma thu hẹp khoảng cách với chính Inter xuống còn vỏn vẹn 1 điểm.

### Genoa
Ngày 1 tháng 7 năm 2010, Toni đã ra mắt câu lạc bộ mới Genoa. Anh gia nhập Genoa theo hình thức chuyển nhượng tự do sau khi được Bayern Munich giải phóng hợp đồng và khoác áo số 9, số áo từng thuộc về Hernán Crespo ở mùa giải trước. Bản hợp đồng giữa Toni và Genoa kéo dài trong 2 năm và lương của anh là 4 triệu € mỗi mùa. Tại Genoa, Toni ghi được 3 bàn trong 16 trận.

### Juventus
Ngày 8 tháng 1 năm 2011, Toni đã chuyển đến thi đấu cho Juventus theo bản hợp đồng có thời hạn 18 tháng. Ngày 6 tháng 2, anh ghi bàn thắng đầu tiên cho Juventus trong chiến thắng 3-1 trước Cagliari và đây cũng là bàn thắng thứ 100 của anh ở Serie A.

## Đội tuyển quốc gia
Toni có trận đấu đầu tiên cho đội tuyển bóng đá quốc gia Ý khi được thay vào sân vào ngày 18 tháng 8 năm 2004 trong một trận giao hữu với đội tuyển bóng đá quốc gia Iceland. Anh ghi bàn thắng đầu tiên cho đội tuyển ở vòng loại World Cup khi tiếp đội tuyển bóng đá quốc gia Na Uy vào ngày 4 tháng 9 năm 2004.
Vào 17 tháng 11, Toni có trận đấu ra quân trong đội tuyển Ý tiếp đội tuyển bóng đá quốc gia Phần Lan. Vào 11 tháng 6 năm 2005, Toni có trận đấu đầu tiên làm đội trưởng trong một trận giao hữu tiếp đội tuyển bóng đá quốc gia Ecuador bởi sự vắng mặt của Fabio Cannavaro và một số cầu thủ kinh nghiệm khác. Vào 7 tháng 9, Toni ghi cú hat trick đầu tiên trong ở đội tuyển khi tiếp đội tuyển bóng đá quốc gia Belarus ở vòng loại World Cup.
Toni được chọn cho đội tuyển Ý ở World Cup 2006, và ghi 2 bàn thắng ở tứ kết tiếp đội tuyển bóng đá Ukrania vào 30 tháng 6, những bàn thắng duy nhất của anh ở giải đấu. Trong trận chung kết tiếp đội tuyển bóng đá quốc gia Pháp, anh đánh đầu cực mạnh vào xà ngang và sau đó ghi một bàn thắng nhưng không được công nhận do lỗi việt vị.
Toni ghi 2 bàn trong trận thắng của đội tuyển Ý trước đội tuyển bóng đá Scotland ở vòng loại Euro 2008. Với việc phải chữa một chấn thương, anh lỡ 2 trận tiếp theo trước Đảo Faroe và Litva. Anh trở lại trong trận tiếp Gruzia, và tạo cơ hội cho Fabio Grosso, người ghi bàn thắng quyết định (2-0).Vào 17 tháng 11 năm 2007, Toni ghi bàn ngay ở phút đầu tiên khi tiếp Scotland ở Hampden Park, giúp Ý đặt một chân đến vòng chung kết. Bốn ngày sau, anh ghi bàn thắng thứ 2 khi tiếp Đảo Faroe, và Ý kết thúc trận đấu với thắng lợi 3-1.
Anh được gọi vào đội tuyển Ý ở Euro 2008, nhưng anh đã gây thất vọng ở giải đấu này, khi mà anh chỉ ghi duy nhất bàn thắng vào lưới đội tuyển bóng đá quốc gia Romania nhưng không được công nhận do trong thế việt vị. Đóng góp to lớn nhất của Toni cho đội là pha ngã dẫn đến quả penalty trong trận tiếp Pháp, khi đó thắng 2-0. Ý sau đó đã phải dừng bước trước đội tuyển bóng đá quốc gia Tây Ban Nha ở tứ kết.
Mặc dù gây thất vọng, song Toni vẫn được HLV Marcello Lippi gọi cho vòng loại World Cup 2010. Tuy nhiên, anh đã không có tên trong danh sách sơ bộ 30 tuyển thủ Ý tham dự World Cup 2010 của Lippi công bố ngày 12 tháng 5.

## Thống kê sự nghiệp

### Câu lạc bộ
Tính đến ngày 30 tháng 5 năm 2016
| Câu lạc bộ          | Mùa giải                | Giải đấu                | Giải đấu | Giải đấu | Cúp quốc gia | Cúp quốc gia | Châu Âu | Châu Âu | Tổng cộng | Tổng cộng |
| Câu lạc bộ          | Mùa giải                | Hạng                    | Trận     | Bàn      | Trận         | Bàn          | Trận    | Bàn     | Trận      | Bàn       |
| ------------------- | ----------------------- | ----------------------- | -------- | -------- | ------------ | ------------ | ------- | ------- | --------- | --------- |
| Modena              | 1994–95                 | Serie C1                | 9        | 3        | –            | –            | –       | –       | 9         | 3         |
| Modena              | 1995–96                 | Serie C1                | 25       | 5        | –            | –            | –       | –       | 25        | 5         |
| Modena              | Tổng cộng Modena        | Tổng cộng Modena        | 34       | 8        | –            | –            | –       | –       | 34        | 8         |
| Empoli              | 1996–97                 | Serie B                 | 3        | 1        | 0            | 0            | –       | –       | 3         | 1         |
| Fiorenzuola         | 1997–98                 | Serie C1                | 26       | 2        | 4            | 2            | –       | –       | 30        | 4         |
| Lodigiani           | 1998–99                 | Serie C1                | 31       | 15       | 2            | 1            | –       | –       | 33        | 16        |
| Treviso             | 1999–2000               | Serie B                 | 35       | 15       | 4            | 1            | –       | –       | 39        | 16        |
| Vicenza             | 2000–01                 | Serie A                 | 31       | 9        | 2            | 0            | –       | –       | 33        | 9         |
| Brescia             | 2001–02                 | Serie A                 | 28       | 13       | 4            | 1            | 2       | 0       | 34        | 14        |
| Brescia             | 2002–03                 | Serie A                 | 16       | 2        | 0            | 0            | –       | –       | 16        | 2         |
| Brescia             | Tổng cộng Brescia       | Tổng cộng Brescia       | 44       | 15       | 4            | 1            | 2       | 0       | 50        | 16        |
| Palermo             | 2003–04                 | Serie B                 | 45       | 30       | 2            | 0            | –       | –       | 47        | 30        |
| Palermo             | 2004–05                 | Serie A                 | 35       | 20       | 1            | 1            | –       | –       | 36        | 21        |
| Palermo             | Tổng cộng Palermo       | Tổng cộng Palermo       | 80       | 50       | 3            | 1            | –       | –       | 83        | 51        |
| Fiorentina          | 2005–06                 | Serie A                 | 38       | 31       | 4            | 2            | –       | –       | 42        | 33        |
| Fiorentina          | 2006–07                 | Serie A                 | 29       | 16       | 0            | 0            | –       | –       | 29        | 16        |
| Bayern Munich       | 2007–08                 | Bundesliga              | 31       | 24       | 4            | 5            | 11      | 10      | 46        | 39        |
| Bayern Munich       | 2008–09                 | Bundesliga              | 25       | 14       | 2            | 1            | 8       | 3       | 35        | 18        |
| Bayern Munich       | 2009–10                 | Bundesliga              | 4        | 0        | 1            | 1            | 2       | 0       | 7         | 1         |
| Bayern Munich       | Tổng cộng Bayern Munich | Tổng cộng Bayern Munich | 60       | 38       | 7            | 7            | 21      | 13      | 88        | 58        |
| Bayern Munich II    | 2009–10                 | 3. Liga                 | 2        | 0        | 0            | 0            | 0       | 0       | 2         | 0         |
| Roma                | 2009–10                 | Serie A                 | 15       | 5        | 2            | 0            | 0       | 0       | 17        | 5         |
| Genoa               | 2010–11                 | Serie A                 | 16       | 3        | 2            | 4            | –       | –       | 18        | 7         |
| Juventus            | 2010–11                 | Serie A                 | 14       | 2        | 1            | 0            | 0       | 0       | 15        | 2         |
| Juventus            | 2011–12                 | Serie A                 | 0        | 0        | 0            | 0            | –       | –       | 0         | 0         |
| Juventus            | Tổng cộng Juventus      | Tổng cộng Juventus      | 14       | 2        | 1            | 0            | 0       | 0       | 15        | 2         |
| Al Nasr             | 2011–12                 | UAE Pro-League          | 7        | 3        | 5            | 3            | 2       | 1       | 14        | 7         |
| Fiorentina          | 2012–13                 | Serie A                 | 27       | 8        | 1            | 0            | –       | –       | 28        | 8         |
| Fiorentina          | Tổng cộng Fiorentina    | Tổng cộng Fiorentina    | 94       | 55       | 5            | 2            | –       | –       | 99        | 57        |
| Verona              | 2013–14                 | Serie A                 | 34       | 20       | 2            | 1            | –       | –       | 36        | 21        |
| Verona              | 2014–15                 | Serie A                 | 38       | 22       | 1            | 1            | –       | –       | 39        | 23        |
| Verona              | 2015–16                 | Serie A                 | 23       | 6        | 2            | 1            | –       | –       | 25        | 7         |
| Tổng cộng Verona    | Tổng cộng Verona        | Tổng cộng Verona        | 95       | 48       | 5            | 3            | –       | –       | 100       | 51        |
| Tổng cộng sự nghiệp | Tổng cộng sự nghiệp     | Tổng cộng sự nghiệp     | 586      | 268      | 44           | 24           | 26      | 13      | 658       | 306       |

### Bàn thắng quốc tế
Scores and results list Italy's goal tally first.
| #   | Ngày                 | Địa điểm                                    | Đối thủ        | Bàn thắng | Kết quả | Kết quả                  |
| --- | -------------------- | ------------------------------------------- | -------------- | --------- | ------- | ------------------------ |
| 1.  | 4 tháng 9 năm 2004   | Sân vận động Renzo Barbera, Palermo, Ý      | Na Uy          | 2–1       | 2–1     | Vòng loại World Cup 2006 |
| 2.  | 11 tháng 6 năm 2005  | Sân vận động Giants, New Jersey, Hoa Kỳ     | Ecuador        | 1–0       | 1–1     | Giao hữu                 |
| 3.  | 7 tháng 9 năm 2005   | Sân vận động Dinamo (Minsk), Minsk, Belarus | Belarus        | 1–1       | 4–1     | Vòng loại World Cup 2006 |
| 4.  | 7 tháng 9 năm 2005   | Sân vận động Dinamo (Minsk), Minsk, Belarus | Belarus        | 2–1       | 4–1     | Vòng loại World Cup 2006 |
| 5.  | 7 tháng 9 năm 2005   | Sân vận động Dinamo (Minsk), Minsk, Belarus | Belarus        | 3–1       | 4–1     | Vòng loại World Cup 2006 |
| 6.  | 12 tháng 11 năm 2005 | Amsterdam ArenA, Amsterdam, Hà Lan          | Hà Lan         | 3–1       | 3–1     | Giao hữu                 |
| 7.  | 1 tháng 3 năm 2006   | Sân vận động Artemio Franchi, Florence, Ý   | Đức            | 2–0       | 4–1     | Giao hữu                 |
| 8.  | 30 tháng 6 năm 2006  | Volksparkstadion, Hamburg, Đức              | Ukraina        | 2–0       | 3–0     | World Cup 2006           |
| 9.  | 30 tháng 6 năm 2006  | Volksparkstadion, Hamburg, Đức              | Ukraina        | 3–0       | 3–0     | World Cup 2006           |
| 10. | 7 tháng 10 năm 2006  | Sân vận động Olimpico, Rome, Ý              | Ukraina        | 2–0       | 2–0     | Vòng loại Euro 2008      |
| 11. | 28 tháng 3 năm 2007  | Sân vận động San Nicola, Bari, Ý            | Scotland       | 1–0       | 2–0     | Vòng loại Euro 2008      |
| 12. | 28 tháng 3 năm 2007  | Sân vận động San Nicola, Bari, Ý            | Scotland       | 2–0       | 2–0     | Vòng loại Euro 2008      |
| 13. | 17 tháng 11 năm 2007 | Hampden Park, Glasgow, Scotland             | Scotland       | 1–0       | 2–1     | Vòng loại Euro 2008      |
| 14. | 21 tháng 11 năm 2007 | Sân vận động Alberto Braglia, Modena, Ý     | Quần đảo Faroe | 2–0       | 3–1     | Vòng loại Euro 2008      |
| 15. | 6 tháng 2 năm 2008   | Letzigrund, Zurich, Thụy Sĩ                 | Bồ Đào Nha     | 1–0       | 3–1     | Giao hữu                 |
| 16. | 19 tháng 11 năm 2008 | Sân vận động Karaiskakis, Piraeus, Hy Lạp   | Hy Lạp         | 1–1       | 1–1     | Giao hữu                 |

## Danh hiệu

### Câu lạc bộ
Palermo
- Serie B: 2003-04

Bayern München
- Bundesliga: 2007-08
- Cúp quốc gia Đức: 2008
- Siêu cúp nước Đức: 2007

### Đội tuyển quốc gia
- FIFA World Cup: 2006

### Cá nhân
- Vua phá lưới Serie B: 2004
- Chiếc giày vàng châu Âu: 2005-06
- Vua phá lưới Serie A: 2006
- Đội hình tiêu biểu World Cup 2006
- Vua phá lưới Bundesliga: 2008
- Vua phá lưới Cúp UEFA: 2008